# Вендрих
Вендрих (нем. von Wendrich) — дворянский род.

## Происхождение и история рода
Официально ведёт начало от учёного-путешественника Георга-Вильгельма Вендриха, пожалованного во дворянство в 1785 году римским императором Иосифом II за научные достижения. Имея владения в Эстляндии, он принял российское подданство. Его правнук — Альфред Альфредович Вендрих (1845 — после 1917) — генерал-лейтенант, военный инженер, член Правительствующего сената.
Надворный советник Фридрих фон Вендрих был пожалован 1 (13) июля 1860 года дипломом на потомственное дворянское достоинство.
Представители рода записаны в I часть дворянских родословных книг Московской, Вологодской, Киевской, Костромской, Орловской, Курской, Владимирской, Тамбовской, Псковской, Калужской и Харьковской губерний.

## Описание герба
В золотом поле червлёный лев, держащий чёрный опрокинутый якорь с таковым же анкерштоком. Щит увенчан дворянскими шлемом и короною. Нашлемник пять страусовых перьев, из которых среднее и крайние червлёные, а прочие золотые. Намёт червлёный с золотом.